# Prey (mini-série)
Pour les articles homonymes, voir Prey.
Prey est une série télévisée britannique créée par Chris Lunt et diffusée depuis le 28 avril 2014 sur ITV.
En France, la série est diffusée depuis le 29 avril 2015 sur Canal+ Séries et depuis le 23 mai 2016 sur France 3. Elle reste inédite dans les autres pays francophones.

## Synopsis
Un policier respecté, voit sa vie changer du jour au lendemain lorsqu'il se retrouve accusé d'un meurtre qu'il n'a pas commis. Poursuivi par la police, il va tenter de prouver son innocence.

## Distribution
- Rosie Cavaliero (en) (VF : Carole Franck) : DS Susan Reinhart

### Première saison
- John Simm (VF : Éric Herson-Macarel) : DC Marcus Farrow
- Adrian Edmondson (VF : Patrick Bonnel) : Assistant Chief Constable Warner
- Benedict Wong : DC Ashley Chan
- Anastasia Hille (VF : Zaïra Ben Badis) : DCI Andrea MacKenzie
- Craig Parkinson : DI Sean Devlin
- Ray Emmet Brown : Tony Reinhardt
- Struan Rodger (en) : Topher Lomax
- Brian Vernel : Dale Lomax
- Daniel Jillings (VF : Thibaut Lacour) : Gibbons
- Heather Peace (VF : Marion Valantine) : Abi Farrow

### Deuxième saison
- Philip Glenister[2] (VF : Philippe Vincent) : David Murdoch
- MyAnna Buring (VF : Julia Vaidis-Bogard) : Jules Hope
- Nathan Stewart-Jarrett (VF : Olivier Doté Doevi) : DC Richard Iddon
- Ralph Ineson (VF : François Siener) : DCI Mike Ward
- Sammy Winward[3] (VF : Julia Faure) : Lucy Murdoch
- Kieran O'Brien (VF : Olivier Peigné) : Phil Prentice
- Daniel Ezra (VF : Guillaume Mivekannin) : Alan Gill

 Source et légende : version française (VF) sur RS Doublage et Doublage Séries Database

## Fiche technique
Malgré de bonnes audiences et un BAFTA de la meilleure mini-série en 2015,, Prey s’est arrêtée après ces deux saisons.

## Épisodes

### Première saison (2014)
1. Épisode 1 (The Crime)
2. Épisode 2 (The Choice)
3. Épisode 3 (The Consequence)

### Deuxième saison (2015)
1. Épisode 1 (The Escape)
2. Épisode 2 (The Chase)
3. Épisode 3 (The Capture)